# Лянгасово (локомотивное депо)
Локомотивное депо Лянгасово — предприятие железнодорожного транспорта в городе Киров, принадлежит к Горьковской железной дороге. Депо занимается ремонтом и эксплуатацией тягового подвижного состава. Приказами № 45/Ц от 23.03.09 и № 166/Н от 15.04.09 в апреле 2009 года организационно разделено на два предприятия: ремонтное и эксплуатационное.

## История депо
Первоначально депо Лянгасово было оборотным. В 1956 году депо стало основным, появился свой приписной парк локомотивов. Локомотивы депо стали обслуживать поезда, формирующиеся на станции Лянгасово.
В ноябре 2008 года в депо смонтирована мобильная установка «ФОРСАЖ 2М» стоимостью 1,2 млн рублей, предназначенная для термической утилизации твёрдных бытовых и промышленных отходов, образующихся при работе депо.
В апреле 2009 года локомотивное депо станции разделено на эксплуатационное и ремонтное, второе передано в управлении Дирекции по ремонту тягового подвижного состава Горьковской железной дороги.

## Музей депо
При депо создан музей, в котором представлены редкие фото, рассказывающие об истории депо и посёлка Лянгасово. Также в экспозиции депо множество натурных экспонатов и макетов, изготовленных на станции юных техников, в том числе макет бронепоезда «Козьма Минин» и модель паровоза Л-1771.

## Тяговые плечи
Шахунья — Лянгасово — Балезино, Лянгасово — Шарья, Лянгасово — Пинюг, Яр — Шлаковая — Верхнекамская.

## Подвижной состав
Ранее в депо эксплуатировались паровозы ФД, СО, Л, Э, тепловозы ТЭ3, ТЭП10, 2ТЭ10Л, 2ТЭ10В, 2ТЭ10М, ТЭМ1 , ЧМЭ3.
В настоящее время[уточнить] к депо приписаны:
- 2ЭС5К
- 3ЭС5К
- ВЛ80С